# Holden Härtl
Holden Härtl (* 7. Juni 1969 in Leipzig) ist ein deutscher Sprachwissenschaftler.
Er studierte von 1991 bis 1996 an der Universität Leipzig und am University College of North Wales Anglistik, Russistik und Kommunikations- und Medienwissenschaften. Härtl wurde  2000 an der Universität Leipzig promoviert und habilitierte sich 2007 an der Humboldt-Universität zu Berlin.  Seit 2010 ist er als Nachfolger von Winfried Nöth ordentlicher Professor an der Universität Kassel und leitet dort das Fachgebiet Anglistische Sprachwissenschaft mit Arbeitsschwerpunkten in Bereichen der Semantik, der Morphologie und der Psycholinguistik.
Härtl ist der Sohn der Dichterin Heidemarie Härtl und des Schriftstellers Gert Neumann sowie der Halbbruder des Fotografen Aram Radomski.